# Новотроицкое (Петропавловский район)
Новотроицкое — село в Петропавловском районе Воронежской области, административный центр Новотроицкого сельского поселения

## История
Новотроицкое село, ранее — хутор Галапивка, Криуша (по одноимённой реке). После 1837 года, когда в хуторе была построена Троицкая церковь, по традиции тех лет село стало называться Новотроицким.
Петропавловский район образован в 1928 году при создании Центрально-Чернозёмной области (ЦЧО). В 1934 году при разделении ЦЧО на Воронежскую и Курскую области Петропавловский район вошёл в состав Воронежской области. Границы района неоднократно изменялись: в 1959 году к нему присоединили часть Старокриушанского района с селами Старая Криуша, Новотроицкое, Краснофлотское, Березняги и х. Огарево. В 1963 году район упразднили, и он вошёл в состав Калачеевского района, но в 1965 году восстановлен в прежних границах.

## Население
| 1859 | 1897  | 2010 |
| ---- | ----- | ---- |
| 1530 | ↗2627 | ↘698 |

### Люди, связанные с селом
Уроженцами села Новотроицкое являются герой Советского Союза моряк-десантник Авраменко Михаил Иванович, которому установлен бюст в центре села, и машинист крейсера «Аврора» Лаптиев Деонисий Павлович (1917 год).

## Инфраструктура
Улицы
| - площадь Авраменко, - ул. Д.Лаптиева, - ул. Лесная, - ул. Луговая, - ул. Подгорная, | - ул. Пришкольная, - ул. Степная, - ул. Широкая, - Луговой пер, - Молодёжный пер. |